# 2542 Calpurnia
A 2542 Calpurnia (ideiglenes jelöléssel 1980 CF) a Naprendszer kisbolygóövében található aszteroida. Edward L. G. Bowell fedezte fel 1980. február 11-én.